# Muzeul Satului Bucovinean
Das Museum Muzeul Satului Bucovinean  (deutsch Museum des Bukowinadorfes, auch Bukowina-Dorfmuseum) ist ein Freilichtmuseum in Suceava, Rumänien. Seine Aufgabe ist die Bewahrung des kulturellen Erbes und der Volksarchitektur der historischen Landschaft Bukowina. In den 1970er Jahren gegründet, ist das Museum vor allem seit 1990 stark gewachsen. Es befindet sich in der Nähe der Festung Cetatea de Scaun.

## Geschichte
Die Geschichte des Museums geht bis in das Jahr 1958 zurück. Zu diesem Zeitpunkt waren in den Dörfern der Bukowina noch viele Gebäude der Volksarchitektur vorhanden. Es dauerte jedoch bis 1971 als in einer ersten Kampagne erhaltenswerte Objekte der Landbevölkerung gesammelt wurden. Der Rat der Stadt Suceava stellte 1,7 ha Land auf der Hochebene bei der Festung zur Verfügung, um dort elf Gebäude zu errichten. Bis 1976 wurden drei Gebäude übertragen und danach die Arbeiten wieder eingestellt.
Nach dem Ende des Kommunismus 1990 wurden die Arbeiten wieder aufgenommen und das Gelände des Museums auf 6 ha erweitert. Ab 1998 wurden 30 Gebäude angekauft, die im Museum zum Teil schon aufgebaut wurden oder in naher Zukunft aufgebaut werden.

## Gebäude im Museum
Das Museum besitzt verschiedenartige Gebäude, nahezu alle mit typischerweise weit heruntergezogenen Walmdächern. Dies sind kleine Hütten, wie beispielsweise das Kassenhäuschen beim Museumseingang, Stadthäuser, Bauernhäuser, eine Töpferwerkstatt für schwarze Keramik, eine Wassermühle, eine Walkmühle, eine Ölmühle eine  Schmiede, eine Kneipe, ein Schuppen zur Lagerung von Vorrat und Arbeitsgeräten, Gestelle zur Aufbewahrung von Obst etc. Die meisten Gebäude stammen aus der Zeit um 1900, einige aus dem frühen 19. Jahrhundert, manche sind aus dem Gebiet der heutigen Republik Moldawien. Die Häuser sind teilweise mit funktionsfähigen Werkstätten eingerichtet, die im Rahmen von Veranstaltungen auch benutzt werden. Das Museum besitzt weiterhin die  orthodoxe, Christi Himmelfahrt geweihte Holzkirche von Vama aus dem Jahr 1783. 2001 wurde das Gotteshaus in das Museum übertragen und am Palmsonntag, den 12. April 2009, wieder geweiht.
Die Gedenkstätte zum Gedenken an die Märtyrer der Bukowina ist Dumitru Catana und Gerasimos (Zamfir) Nicoară gewidmet. Sie haben sich als Soldaten der österreichisch-ungarischen Armee im Ersten Weltkrieg geweigert, als Erschießungskommando rumänische Bauern zu töten und wurden deshalb selbst ermordet.

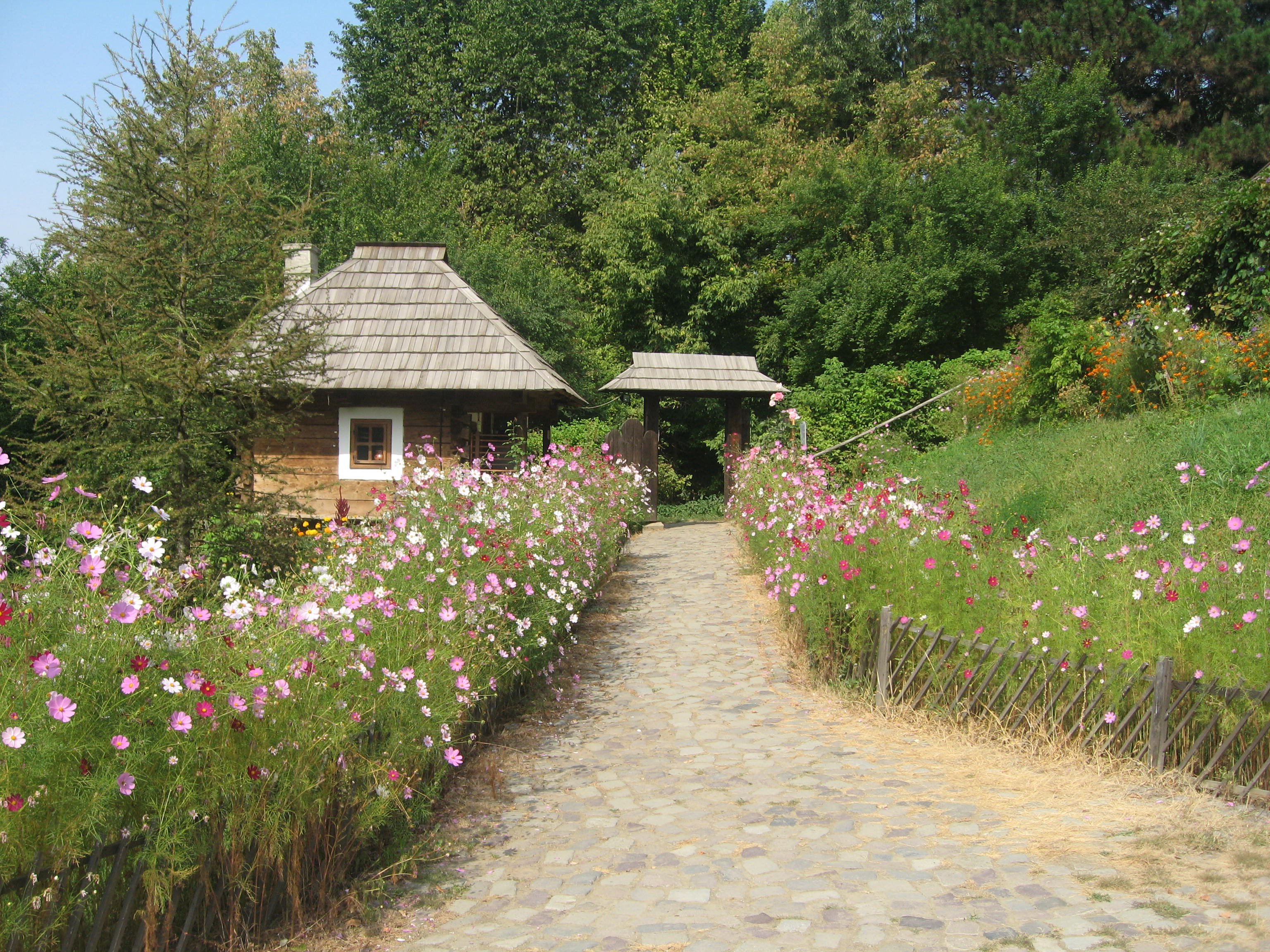
Haupteingang
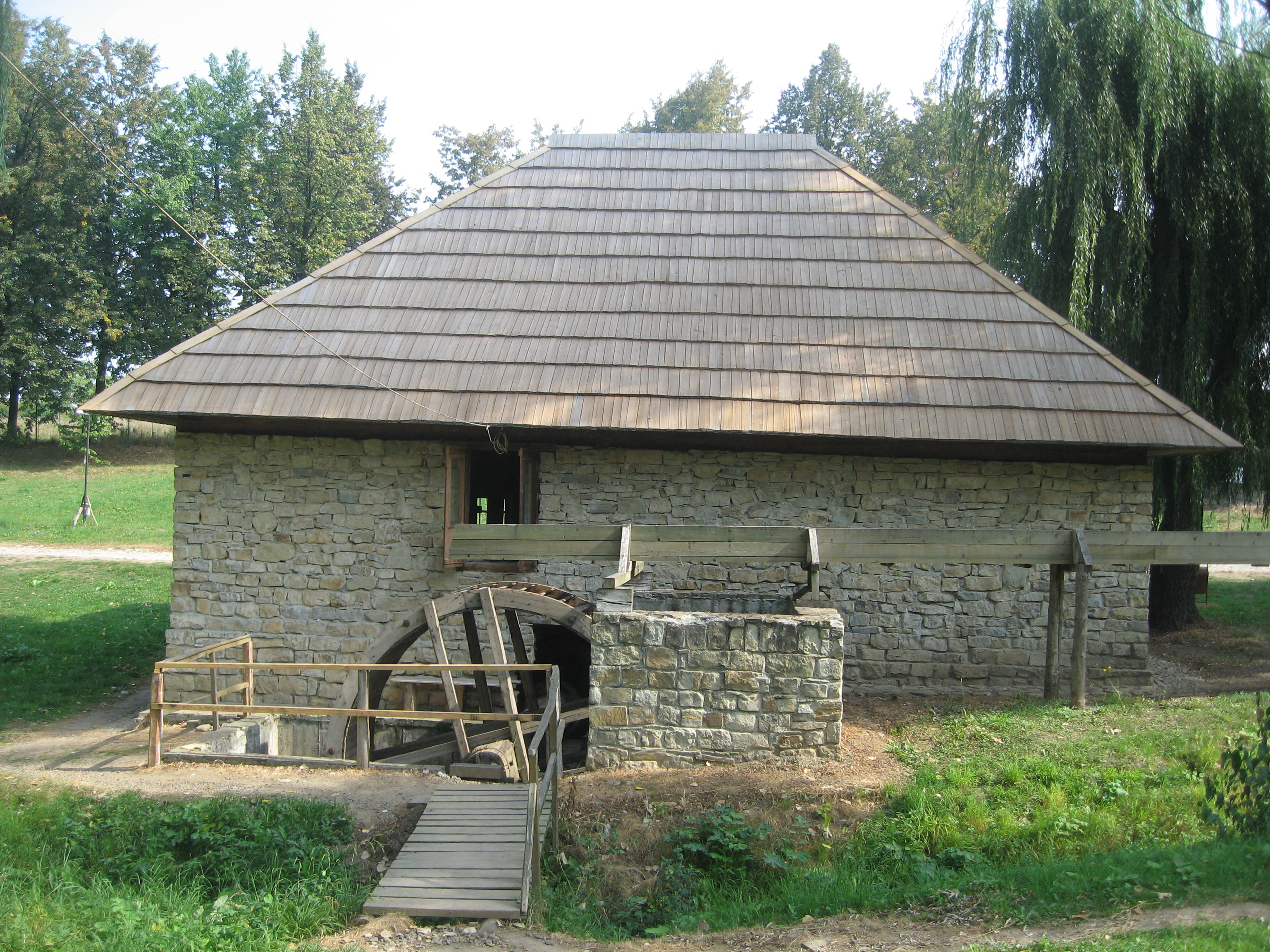
Die Wassermühle aus Mănăstirea Humorului
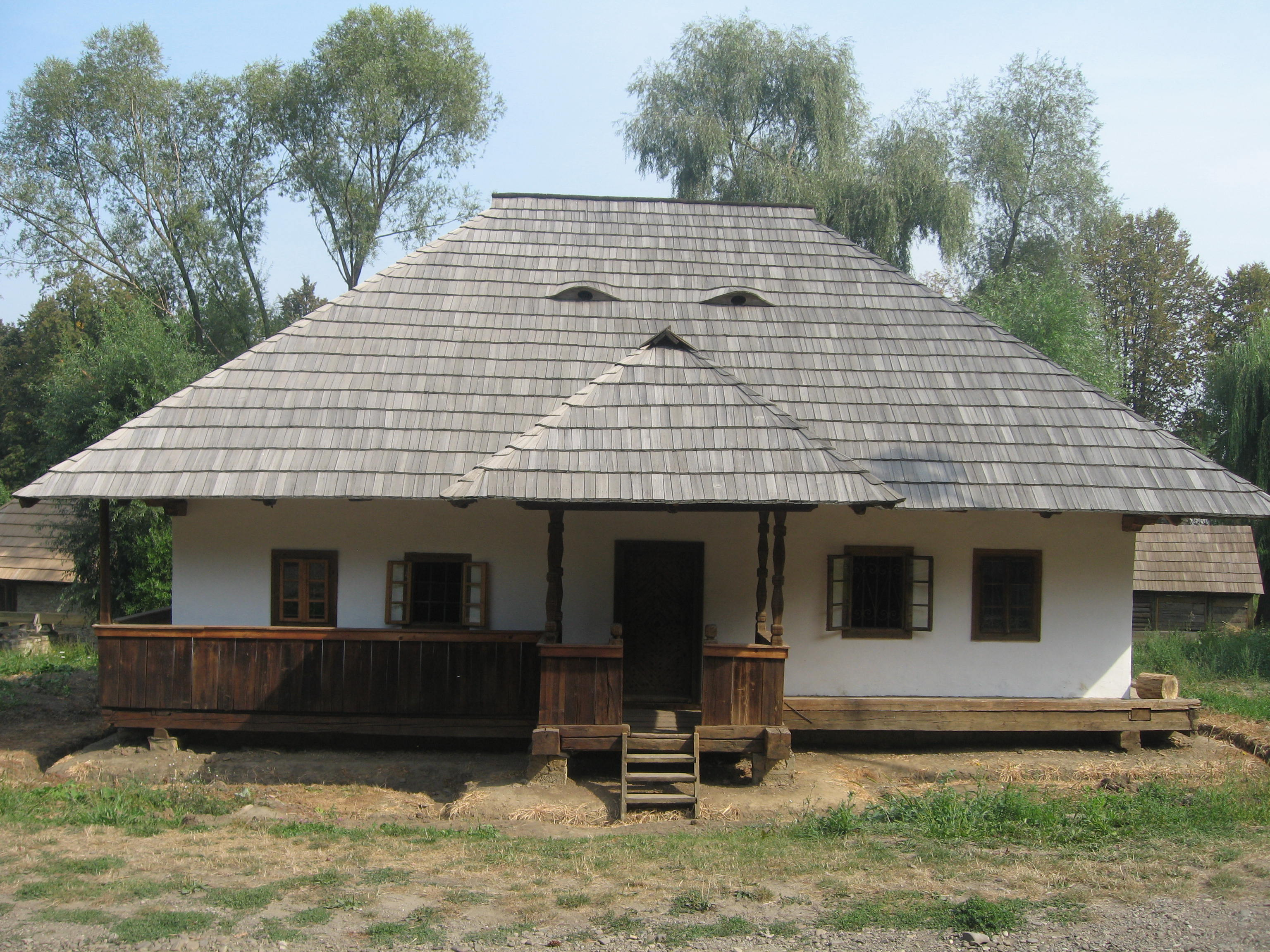
Haus Campulung
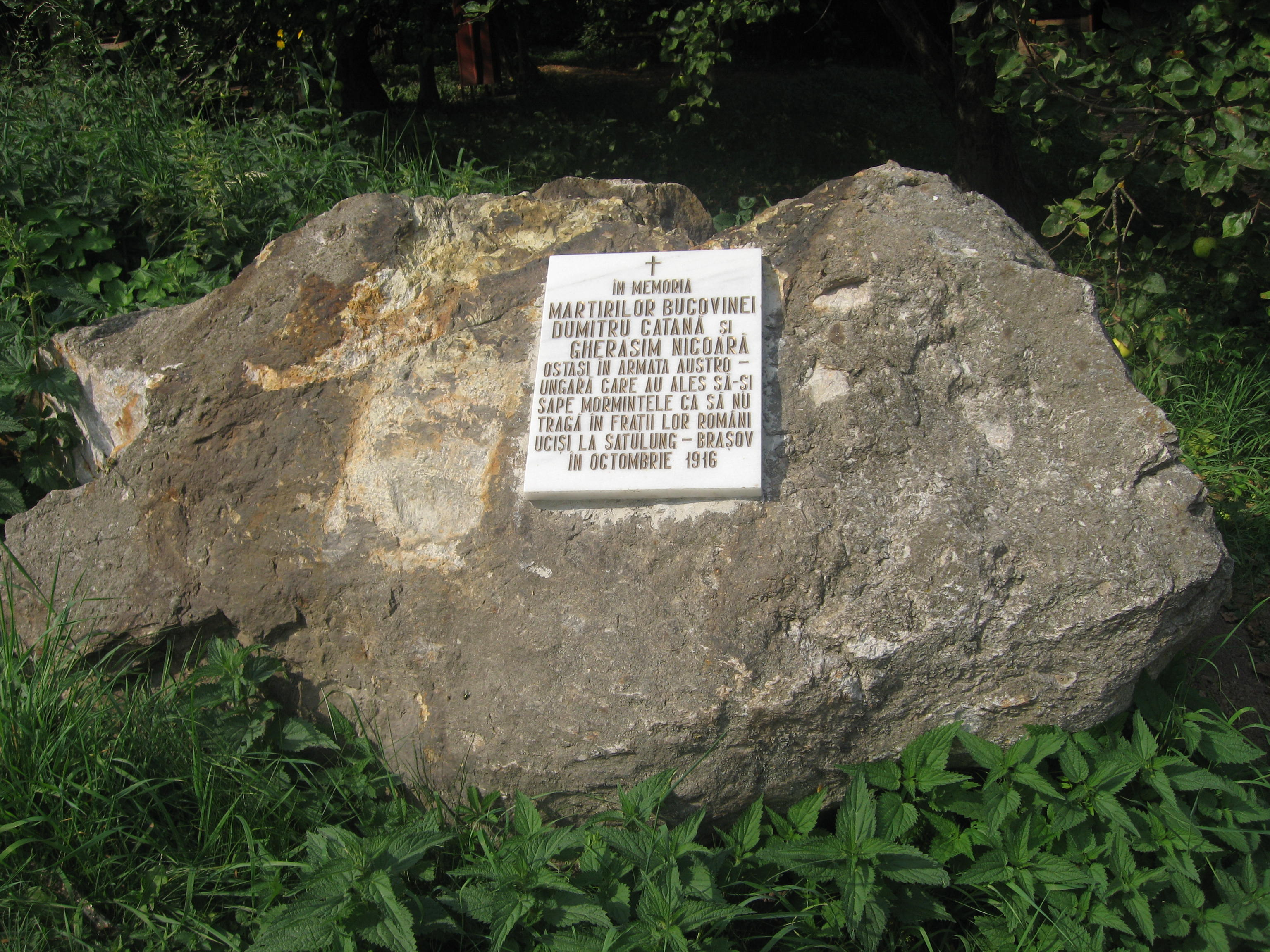
Gedenkstein für die Märtyrer Dumitru Cătană und Gherasim (Zamfir) Nicoară.
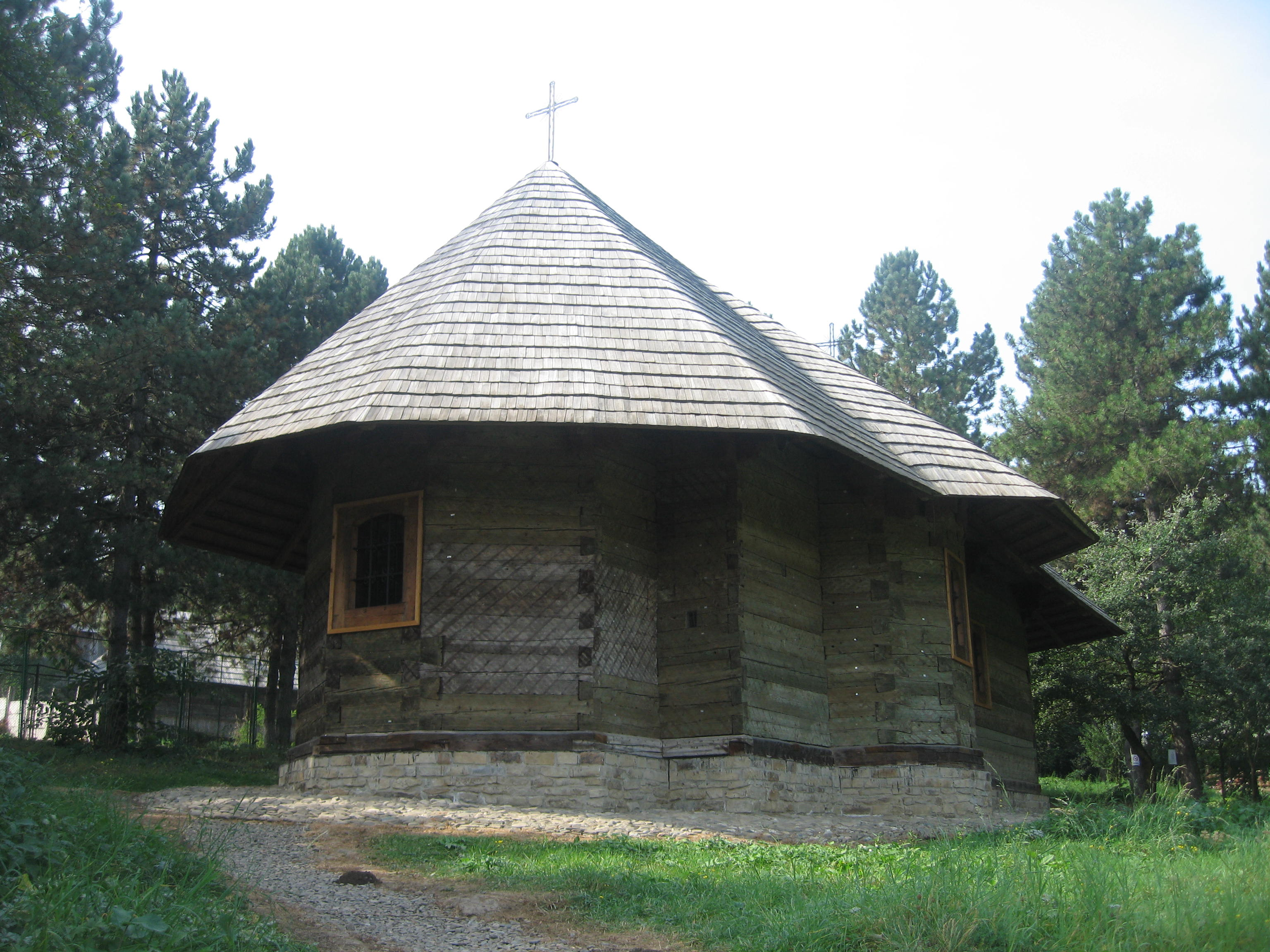
Auferstehungskirche
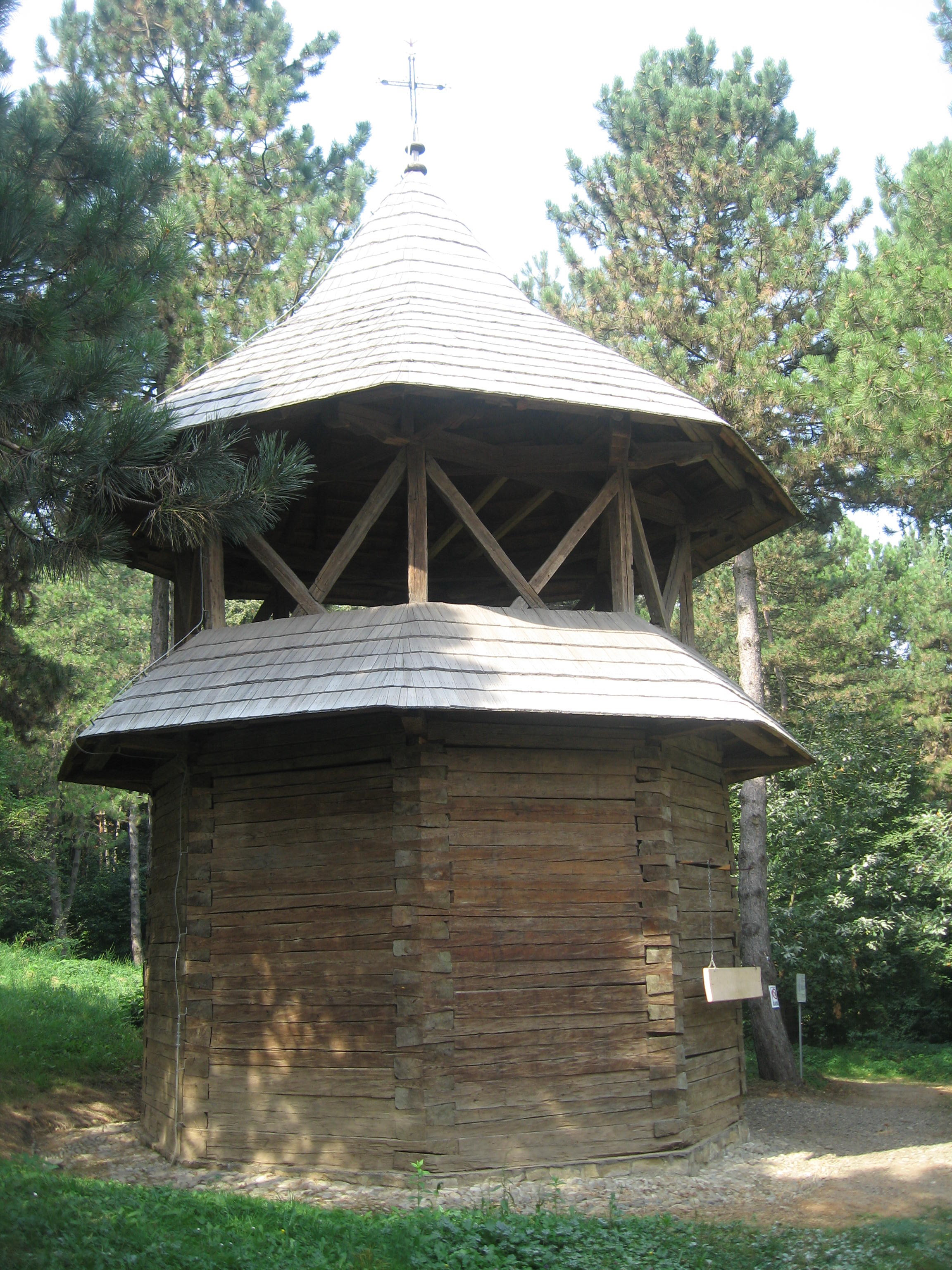
Glockenturm der Auferstehungskirche